# Harpagifer macquariensis
Harpagifer macquariensis är en fiskart som beskrevs av Prirodina 2000. Harpagifer macquariensis ingår i släktet Harpagifer och familjen Harpagiferidae. Inga underarter finns listade i Catalogue of Life.